# البيت الصامت (رواية)
البيت الصامت رواية نُشرت  بالتركية عام 1983، وترجمها إلى العربية عبد القادر عبد اللي (دار الشروق، 2015). تمثل هذه الرواية الخطوة المبكرة الحاسمة في مسيرة أورهان باموق الأدبية، حيث تمزج بين السرد الفردي لجميع شخصياتها وتحكي عن انعطاف تركيا بين الحداثة والتقليد، السياسية الشخصية، والتمزقات العائلية خلال فترة ما بعد انقلاب عام 1980.

## العنوان
عنوان الرواية يجمع رمزية مزدوجة دقيقة: ف"البيت" رمز للفضاء الخاص، المشترك، المحتشد بالذكريات، والأفكار، والانقسامات. هو ليس مكانًا جسديًّا فقط، بل طاقة تكوينية تجمع الأجيال وتخفي التفاعلات اللاشعورية بينهم. و"الصامت" يرتبط بالصمت التالي للكلام، لكنه أيضًا صمت الجراح والكبت، وأصوات الضمير والجروح التي لم يُسمع لها صوت. البيت يبدو في الظاهر خاليًا من الثرثرة، لكنه يعج بضجيج القلق، والحنين، والأفكار المكبوتة عن التحوّل والخوف من الماضي.
الاسم بذلك يشير إلى صمت محكوم عليه بالكلام، وصمت حاضري يعلو فوق صمت ماضٍ مكتوم، فكل راوية تضيف صدى جديدًا لهذا "الصمت الصارخ"، حتى يتحول البيت إلى رمز للوقوف في لحظة ما، بين ما كان، وما يُفكر فيه، وما قد يحدث.

## الجوائز
حاز الكتاب على جائزة Madaralı Roman Ödülü (1984) في تركيا، وحصل على Prix de la Découverte Européenne (1991) للإصدار الفرنسي، تم اختياره ضمن القائمة القصيرة لجائزة Man Asian Literary Prize (2012، للترجمة الإنجليزية)، ويندرج ضمن أعمال أورهان باموق الحاسمة التي مهدت لظفره بـجائزة نوبل للآداب عام 2006. هذه الجوائز تعبّر عن مدى تأثير الرواية محليًا وأوروبيًا وآسيويًا، بعيدًا عن التقليدية، وتبرز تماسكها الجدلي بين الشخصية والفكر والسياسة.

## الشخصيات
الرواية تقدم خمسة أصوات بطريقة السرد الداخلي (stream of consciousness)، ما يكشف الطبقات النفسية والفكرية لكل شخصية:
| Recep – الخادم القزم وابن غير شرعي | يمثل "الهوامش" الاجتماعية والعاطفية، حيث يُحبس داخل البيت أيضاً كسجين، مع محدودية حضوره الجسدي. يكشف عن مسار العجز الطبقي والغياب الرمزي، رغم كونه أوضح صوت في البيت.   |
| Fatma (الجدة)                      | وهي امرأة تجاوزت التسعين، تُشكّل الذاكرة الحية للبيت. صمتها وحنقها هو مفتاح الرواية، وتيارات الحنين والاختناق في بوتقتها تنضح بشدّ التوتر بين ما مضى وما يحضر.           |
| Hasan                              | ابن غير رسمي أيضا، لكنه يعبر عن العنف اليميني المتطرف، في بحثه عن معنى وكرامة طبقية، ما يصل به إلى عنف مؤلّب يتقاطع مع الحالة السياسية الانتقالية في تركيا الـ1980.    |
| Faruk                              | مؤرخ مثْقل بذاكرة والده المثالية، يشكّل صوت المثقف المثقل بأناشيد الحداثة. مدمن قليلًا على الخمر، تجترّه النرجسية الفكرية، ويصارع بين أن يكون "معلِّمًا" أو أن يكون "شاهدًا". |
| Metin                              | ممثل جيل الشباب الشابّ؛ يعمل على الهروب نحو المستقبل الغربي، هوسه بالأرقام والخرق المادي يعكس مشروع الهجرة الوهمية والفردانية الاستهلاكية.                             |

الرواية تتطرق إلى علاقة النسب، الوحدة، عدم التفاهم، والانكسار البنيوي، وهو ما جعل رواية متعددة الأصوات والقلوب، مشتركة في البيت لكن متنافرة في الرؤية.

## الأماكن
Cennethisar (جنة حصار) بلدة صغيرة على ساحل مرمرا، كانت قرية صيد وتحولت إلى منتجع تدريجيًا. هو فضاء عبور بين ما هو مستتر (التقاليد)، وما هو ناشئ (الحداثة).
تُعرض المدينة كخلفية متحركة كالبيوت تتحوّل، والشواطئ تُطالب بالعرض، الضجيج يُحاصر الصمت. وتقدم إسطنبول فقط كحلم بعيد داخل البيت، بينما الأمكنة تنتج الذاكرة الجغرافية-الاجتماعية.

## البنية السردية والتقنيات الأدبية
تتميّز رواية البيت الصامت ببنيتها السردية المركّبة والمتعددة الأصوات، ما يجعلها من أوائل أعمال أورهان باموق التي تنبّه القارئ إلى ميوله التجريبية وتوجهه نحو تعقيد الشكل الروائي من الداخل، بعيدًا عن الأنماط السردية التقليدية. تنقسم الرواية إلى اثنين وثلاثين فصلاً، تتناوب فيها خمسة أصوات سردية مستقلة، لكلٍّ منها وجهة نظر مغايرة حول الحياة، والبيت، والعائلة، والسياسة، والذات، مما ينتج نوعًا من "الفسيفساء الروائية" حيث يعاد تشكيل الحكاية في كل مرة من زاوية مختلفة، وكأن الساردين يمارسون نوعًا من الحفر في الذاكرة الجماعية للمكان والعائلة.
يُعتبر هذا البناء مثالًا على ما يُسمى في النقد الأدبي بـ "الرواية متعددة المنظورات" (polyphonic novel)، وهو اتجاه أدبي رسّخه ميخائيل باختين في قراءته لدوستويفسكي، والذي يعني تعدد وجهات النظر والوعي داخل النص الواحد، بحيث لا تطغى شخصية على الأخرى، بل يُمنح لكل راوٍ صوته الكامل المستقل، وأسلوبه الخاص، ومرجعيته الفكرية. لا يحكي راوٍ واحد الرواية، بل تُبنى من شظايا ومقاطع ومنولوجات داخلية تتوزع بين الشخصيات الخمس: فاطمة، فاروق، رجب، متين، وحسن. وكل منهم يتولى السرد في فصوله الخاصة، دون تدخل من راوٍ خارجي كليّ العلم، مما يمنح الرواية حميمية سردية وكأنها مذكرات جماعية.
في هذا السياق، يوظّف أورهان باموق تقنية "تيار الوعي" (Stream of Consciousness)، التي تُعد من أبرز سمات الرواية الحداثية الغربية، كما صاغها أمثال فيرجينيا وولف وويليام فوكنر، وخاصة في روايات مثل السيدة دالواي والصخب والعنف. عبر هذه التقنية، يغوص السرد داخل النفس البشرية، في اللحظات اليومية العابرة، ويقدّم تتابعًا غير منضبط من المشاعر، والذكريات، والأفكار المتداخلة، والمونولوجات التي لا تخضع لقواعد النحو الزمني أو التسلسل الكلاسيكي. نلاحظ مثلاً في فصول "فاروق"، كيف تُروى الأحداث عبر تدفقات داخلية متشابكة بين الواقع والذاكرة، بينما في فصول "رجب" تظهر شذرات السرد كأنها شظايا وعي مقموع ومتشظي، يتحرك بين الحاضر والهامش الوجودي.
كما يعمد باموق إلى كسر مفهوم "الحياد السردي"، إذ تُعبّر الشخصيات عن وعي طبقي وسياسي، وتبني صورة الذات انطلاقًا من موقعها داخل البنية الاجتماعية التركية: المثقف المنكسر (فاروق)، الشاب التائه بين الاستهلاك والحلم بالغرب (متين)، العنصر المتطرف (حسن)، والخادمة القزم المهمّش (رجب)، والعجوز المتشبثة بماضي عثماني تليد (فاطمة). وهكذا يصبح السرد ذاته مجالاً للتعبير عن الصراعات الثقافية والسياسية في تركيا ما بعد الانقلاب العسكري سنة 1980.
البنية المتشظية للرواية لا تعني غياب المعمار، بل على العكس، ثمّة خيوط ناعمة تربط بين جميع الفصول والأصوات، حيث يعيد كل راوٍ استدعاء نفس الأحداث من منظور مختلف، وهو ما يشكل شبكة سردية لولبية، لا تتقدم زمنيًا فقط، بل تعيد التشكيل البنيوي للحدث ذاته عبر تنويعات حسّية وذهنية وشخصية. وبذلك، يصير "البيت" ليس فقط مسرحًا للأحداث، بل بنية رمزية تتغير بحسب زاوية النظر، مما يجعل من الرواية معمارًا سرديًا متعدد الطبقات، أشبه بمبنى تتغير ألوانه بحسب الضوء الذي يسلّط عليه.
هذه التقنية أيضًا توائم موضوع الرواية: "الصمت" لا يُروى من منظور موضوعي، بل يُصاغ عبر الشهادات الذاتية، وكأن كل صوت هو محاولة لتفسير أو تأويل هذا الصمت الرمزي الذي يلفّ البيت والعائلة والمجتمع، وبهذا يصبح الأسلوب جزءًا لا يتجزأ من المضمون، في تقاطع دقيق بين الشكل والموضوع.

## الصراع بين التقليد والحداثة وانقسام الهوية
يمثل كل شخص تيارًا فكريًا: يميني، يساري، تقليدي، استهلاكي، تاريخي علمي.
الكتاب يعرض شروط البناء الهوياتي التركي ما بعد الانقلاب، وعلاقته بالغرب والشرق .
تمثل رواية البيت الصامت انعكاسًا روائيًا مكثفًا للتمزق التاريخي والثقافي الذي عاشته تركيا خلال القرن العشرين، وبالخصوص في مرحلة ما بعد الانقلاب العسكري عام 1980. فالعمل لا يقتصر على سرد قصة عائلة مفككة، بل يتعمّق في تحليل الشرط الوجودي للهوية التركية، الممزقة بين إرثها العثماني الإسلامي من جهة، والطموح الحداثي الغربي من جهة أخرى. هذا الصراع الكبير يتجلى في كل شخصية من شخصيات الرواية، بحيث يصبح البيت ذاته فضاءً رمزياً تتقاطع فيه الأيديولوجيات، والهويات، والتصورات المتضاربة حول معنى التقدم، الدين، الدولة، والحرية.

### كل شخصية مرآة لتيار فكري
يتقن أورهان باموق تقمّص الأصوات الأيديولوجية المختلفة داخل المجتمع التركي، إذ يمثل كل راوٍ في الرواية اتجاهاً فكريًا أو نمطًا وجوديًا محددًا:
- فاروق، المؤرخ المرهق واليائس، يمثّل المثقف اليساري التركي، الذي فقد ثقته بالعلم والتاريخ والنضال. إنه صوت الحداثة المهزومة التي لا تزال تنبش في الماضي دون أن تجد خلاصاً في الحاضر.
- حسن، الشاب الغاضب والمنغلق، يتقمّص خطاب الإسلام السياسي والقومية اليمينية المتطرفة، في رد فعل عنيف على التهميش والفقر والاستلاب الثقافي، ويعبّر عن تمرد الشباب ضد ما يعتبرونه خيانة للنسيج القيمي التركي.
- متين، الأخ الأصغر، يمثل فئة الشباب الذين انجذبوا للغرب بأسلوبه الاستهلاكي، وانبهروا بالرفاهية والسيارات والنوادي الليلية، دون أي وعي سياسي أو ثقافي، وهو النموذج "المؤمرك" الجديد الذي فقد جذوره.
- رجب، القزم الهامشي، يعكس الرواسب الاجتماعية للتقليد والانغلاق، إذ يعمل كخادم صامت في بيت العائلة، لكنه يحمل داخله شعورًا بالخذلان والانكسار. هو صوت المهمّشين الذين لا يسمعهم أحد.
- فاطمة، الجدة العجوز، تمثّل صوت الإمبراطورية العثمانية الزائل، وذاكرة الماضي السلطاني، وإحساس الحنين إلى أيام المجد الزائل. لكنها تمثل أيضًا العناد والإنكار والتحجر.

من خلال هذا التعدد في الأصوات، يتحول النص إلى ساحة صراع أيديولوجي داخل عائلة واحدة، ما يرمز إلى أن هذا الانقسام ليس مجرّد جدل خارجي، بل يمزق النسيج الذاتي للفرد التركي والعائلة والمجتمع على حد سواء.

### جدلية الغرب والشرق
يظهر بوضوح في الرواية ما يمكن تسميته بـ"أزمة التموقع الحضاري"؛ حيث تقع تركيا على تقاطع جغرافي وثقافي بين الشرق الإسلامي والغرب الأوروبي. هذه الوضعية الهجينة تنعكس في:
- إحساس العار أو النقص أمام تفوق الغرب المادي والعلمي (متين كمثال).
- إحساس الخيانة أو الانفصال عن الجذور الثقافية (كما في نقد حسن للعلمانيين).
- التشظي بين التقاليد والحداثة، حيث لا يتمكّن أي من الأطراف من تقديم مشروع متكامل للخلاص أو النهضة.

في هذا الإطار، تحضر المقارنة بين البيت الصامت وكتابات مفكرين مثل إدوارد سعيد في الاستشراق، وهومي بابا في مواقع الثقافة، حيث إن المفاهيم مثل "التهجين الثقافي" و"اللا-انتماء" و"ما بين/بين" (in-betweenness) تتجلى في تركيبة الرواية بوضوح.

### الرواية كـ "خارطة هوية"
أورهان باموق لا يقدّم أجوبة في هذه الرواية، بل يرسم ملامح هوية تركية منقسمة، متصدعة، هشة، ويصوغ في البيت الصامت نمطًا من الكتابة الروائية التأملية التي تستقرئ التاريخ والوعي الجمعي من خلال التفاصيل اليومية والصراعات النفسية، أكثر مما تنخرط في سردية كبرى أو حتمية أيديولوجية. إن البيت، بما فيه من أصوات متضاربة وطرقات موصدة وسلالم تؤدي إلى غرف معزولة، يصبح استعارة معمارية دقيقة لانقسام الذات التركية، كما وصفها المفكر التركي شوكرو هاني أوغلو، حيث "كل محاولة للتماهي مع الغرب تنتج اغترابًا جديدًا، وكل عودة إلى الشرق تُشعر بالخيانة الذاتية."

## العنف المتطرف والمسؤولية الفردية
تشكل شخصية حسن Hasan في رواية البيت الصامت تمثيلاً سرديًا دقيقًا لتنامي العنف الأيديولوجي في تركيا قبيل انقلاب 1980، حيث يعالج أورهان باموق من خلال هذه الشخصية المعقدة والمضطربة علاقة الأفراد بالأفكار الشمولية، ومسؤوليتهم الأخلاقية والوجودية عن الانخراط في العنف كحل للخلاص، أو كوسيلة للهوية والتعبير.

### منالحقدإلىالعنفبناء متصاعد
يبدأ حسن في الرواية كشاب ساخط، مهمّش اقتصاديًا وثقافيًا، مشبع بالغضب الطبقي والغيرة الاجتماعية، ويُظهر ميلًا واضحًا نحو الفكر القومي الإسلامي الشعبوي المتطرف. هذا التوجه لا يظهر بشكل فجائي، بل يتم تصعيده تدريجيًا عبر عدة محطات سردية: إحساسه بالدونية والفقر أمام ثراء أبناء عمومته (متين وفاروق). ورفضه للحداثة والعلمانية التي يراها خيانة للهوية الإسلامية. وبحثه عن سلطة بديلة يجدها في الشعارات الدينية والعداء للشيوعيين. باموق يرسم تطوّر حسن نحو التطرف بعناية نفسية، بحيث لا يقدّمه كمجرّد شرير أيديولوجي، بل كمنتج اجتماعي لبيئة مفككة، وعائلة مضطربة، ومجتمع مأزوم. كما يلاحظ الباحث التركي Erdag Göknar، فإن حسن يمثّل "صورة الجيل المضاد للحداثة، الباحث عن الخلاص في العنف والطهارة العقائدية، والذي يحوّل الإقصاء الاجتماعي إلى مشروع أيديولوجي دموي".

### الإرهاب قبل أن يُسمّى إرهابًا
في أحد المشاهد المفصلية، يقرر حسن وصديقاه مهاجمة ناشط شيوعي يُفترض أنه يهدد "قيم الأمة"، وهو مشهد يُعد استشرافًا مبكرًا لـ ثقافة القتل باسم العقيدة التي انتشرت لاحقًا في تركيا والشرق الأوسط، خاصة مع صعود الجماعات المتطرفة في التسعينيات. ورغم أن أورهان باموق لا يستخدم كلمة "إرهاب"، فإن وصفه الدقيق لنشأة هذا العنف يجعل الرواية وثيقة أدبية نادرة ترصد ظاهرة التمرد الفوضوي باسم الهوية والدين.

يكتب باموق على لسان حسن:
«كل ما في داخلي يغلي. إنهم يحتقروننا. إنهم لا يروننا. سأجعلهم يرون».
تتكرر هذه الثيمة لدى الكُتّاب المعاصرين ممن درسوا ظاهرة "العنف الرمزي"، مثل بيير بورديو، الذي يرى أن التهميش الاجتماعي غالبًا ما يُترجم إلى عنف واقعي، وأن الشعور بالإذلال هو مادة خام لصناعة التطرف.

### سؤال المسؤولية الفردية
لا يُعفي باموق حسن من المسؤولية رغم تعاطفه معه، إذ يصوّر لحظة اتخاذه قرار القتل كلحظة أخلاقية وجودية Sartrean، حيث يدرك أنه "يختار" فعلًا سيُغيّره للأبد. إنه لا يصبح قاتلًا بسبب أيديولوجيا فقط، بل بسبب خياره الحرّ، رغم الظروف.
وهنا تتداخل الرواية مع أسئلة فلسفية عميقة عن معنى المسؤولية الأخلاقية في زمن الأزمات، خاصة حين تصبح الحدود بين "الضحية" و"الجاني" مشوشة.
يرى الناقد التركي Azade Seyhan أن "باموق لا يكتب عن التطرف كسياسة فقط، بل كأزمة معنى، وانفجار لليأس الوجودي".

## الذاكرة والعائلة كمختبر سياسي ثقافي
في رواية البيت الصامت، تتحول البنية العائلية من مجرد حكاية منزلية إلى مختبر اجتماعي وسياسي متكامل، تنعكس فيه تحولات المجتمع التركي ما بعد انهيار السلطنة العثمانية وتوترات الحقبة الجمهورية، وصولاً إلى ما قبل انقلاب 1980. فكل شخصية داخل هذا البيت لا تعيش فقط أزمة فردية، بل تحمل في طياتها الذاكرة الجماعية والاضطراب القومي والقلق الحضاري الذي ينهش كيان تركيا الحديثة.

### البيت كاستعارة للدولة
يرمز البيت العتيق الذي يجمع شخصيات الرواية إلى تركيا نفسها، بحمولتها الثقافية المزدوجة: الشرق والغرب، الحداثة والتقليد، الدين والعلم، الانغلاق والانفتاح. إن البيت المتداعي هو استعارة دقيقة لحالة الدولة التركية في تلك المرحلة، حيث يعيش الجميع في مكان واحد، لكنهم لا يتواصلون، وكل واحد منهم يتحدث من عزلته الداخلية أو من موقفه الأيديولوجي، كما لو كان داخل "غرفة مغلقة من وعيه السياسي". تشير الباحثة Azade Seyhan إلى أن "باموق يكتب البيت كموقع سردي يمثل الجغرافيا الرمزية لتركيا، حيث تتحول الجدران إلى فضاءات للمواجهة بين قيم الآباء وأحلام الأبناء". وقد وصف الناقد Neal Ascherson الرواية بأنها "صورة مجهرية للعائلة/الوطن، حيث يصبح التنافر بين أفرادها تجسيدًا لانقسام الهوية القومية".

### الذاكرة بوصفها تاريخًا مرويًّا ومحرّفًا
تتجلى الذاكرة العائلية خاصة في شخصية فاطمة العجوز، التي تمثل جيل ما قبل الجمهورية، حيث تستدعي ذكرياتها من عهد زوجها الطبيب سليم، أحد أوائل المؤمنين بالتنوير والعقلانية في تركيا. لكنها تروي تلك الذاكرة بأسلوب اجتراري متوتر، تملؤه الخيبات والحقد الطبقي والرفض للتغيير. إن شخصية فاطمة تحتفظ بصورة "التركيا العثمانية الكبرى" في ذهنها، وتعيش أزمة التحول إلى تركيا الجمهورية. الذاكرة هنا ليست أداة تذكّر فقط، بل أداة "إيديولوجية" لإعادة تأويل الواقع. إنها تتقاطع مع ما يسميه Paul Ricoeur بـ"الذاكرة المؤدلجة"، أي الذاكرة التي تُستخدم لدعم موقف أو هوية.
في المقابل، تُستخدم الذاكرة لدى فاروق المؤرخ بطريقة أكثر تحليلية، لكنها أيضًا عاجزة، حيث يكتشف أن التاريخ الذي يدرسه مليء بالثقوب والتزييف، ولا يمنحه إجابة لهويته المعاصرة. وهنا تتجسد أزمة "الوعي التاريخي التركي"، كما يسميها Hamit Bozarslan، بين إرث سلطاني لم يُحاسب، وجمهورية لم تُبْنَ على حوار صادق مع الماضي.

### العائلة = الدولة = الانقسام
كل فرد في العائلة يمثل تيارًا سياسيًا أو ثقافيًا معينًا:
- فاطمة: الماضي العثماني الأرستقراطي، المقهور والمأزوم.
- فاروق: المثقف العلماني المنكسر، الغارق في الحنين والتحليل.
- متين: النموذج النيوليبرالي الطامح للثراء والانتماء للغرب.
- حسن: القومي الإسلامي المتطرف، المتحول نحو العنف.
- نيلاي وفرحات: الهامش الشعبي التائه، غير الممثل في المشروع القومي.

العائلة، بهذا الشكل، ليست وحدة حيوية متجانسة، بل بنية مفككة مليئة بالتوترات والخطابات المتضاربة. إنها صورة مصغرة للدولة التركية التي تتخبط بين مشاريع متناقضة، كما يحللها الباحث M. Hakan Yavuz في دراسته حول الهوية التركية الحديثة (Yavuz, 2003).

يكتب أورهان باموق:
«كل واحد منهم يتحدث إلى نفسه، وكأنهم في بيت صامت حقًا».
وهذا الصمت ليس هدوءًا، بل تراكمًا للهواجس القومية والفردية، التي تحوّلت، بعد ذلك، إلى انفجار سياسي وعسكري في انقلاب 1980، الذي يمثل ذروة الرواية ضمنيًا.